# Fontwell
Fontwell är en ort i Storbritannien.   Den ligger i grevskapet West Sussex och riksdelen England, i den södra delen av landet, 80 km söder om huvudstaden London. Fontwell ligger 31 meter över havet och antalet invånare är 1 941.
Terrängen runt Fontwell är platt åt sydväst, men åt nordost är den kuperad. Terrängen runt Fontwell sluttar söderut. Runt Fontwell är det tätbefolkat, med 636 invånare per kvadratkilometer. Närmaste större samhälle är Worthing, 19,6 km öster om Fontwell. Trakten runt Fontwell består i huvudsak av gräsmarker.